# Franz Zwilgmeyer
Franz Zwilgmeyer (8. července 1901, Braunschweig – 25. května 1995 tamtéž) byl německý právník a sociolog.

## Životopis
Zwilgmeyer pocházel z významné braunschweigerské rodiny. Studoval právo, politologii, filozofii a sociologii v Tübingenu, Berlíně, Jeně, v Braunschweigu a Lipsku, kde také promoval. Poté vstoupil do státní služby.
V roce 1933, kdy byl soudcovským čekatelem, byl spolu s dalšími kolegy propuštěn národními socialisty, pro své nesympatizující smýšlení. Toto období strávil jako notář v Braunschweigu.
Po roce 1948 působil jako docent sociologie na univerzitě v Osnabrücku, od roku 1955 jako profesor. V roce 1968 byl jmenován emeritním profesorem.

## Dílo (výběr)
- Die Rechtslehre Savignys (dizertace 1929)
- Stufen des Ich. Bewußtseinsentwicklung der Menschheit in Gesellschaft und Kultur (1981)
- Kulturbereiche und Bewußtseinsstufen (1992)